# Wolf Gerlach (Schauspieler)
Wolf Gerlach (geb. 1980 in Schwäbisch Hall) ist ein deutscher Schauspieler.

## Leben
Gerlach, der vier Jahre seiner Kindheit in Lagos verbrachte, stand bereits mit acht Jahren auf der Bühne der dortigen Deutschen Schule. Nach Stationen in Mannheim und Bremen studierte er Schauspiel am Max Reinhardt Seminar in Wien. Bereits während des Studiums wirkte er in zahlreichen Theaterproduktionen mit. Von 2009 bis 2013 war er im Ensemble des neuen theaters in Halle.
Seit 2013 arbeitet er freischaffend fürs Theater u. a. in Berlin, Leipzig, Salzburg, Köln, Düsseldorf, Konstanz, Mülheim und Augsburg. Seit 2017 ist er zusätzlich im Filmbereich und als Sprecher tätig.
Wolf Gerlach arbeitete bspw. mit den Regisseuren Jo Fabian, Herbert Fritsch, Jörg Steinberg, Maria Viktoria Linke, Michael Schweighöfer, Markus Imboden und Andreas Dresen.

## Filmografie (Auswahl)
- 2013: „Als wir träumten“ (Kino), Regie: Andreas Dresen
- 2017: „Caraba“ (Kino), Regie: Katharina Mihm
- 2017: „Comedy Central: News“ (TV-Show), Regie: Florian Baeker
- 2018: „Bohemian Browser Ballett: Die Ostergeschichte mit Bela B am Kreuz“ (TV-Serie), Regie: Daniel Krauss
- 2018: „Comedy Central: News“ (Staffel 2), Regie: Florian Baeker, Daniel Krauss
- 2018: Danowski – Blutapfel (TV-Film), Regie: Markus Imboden
- 2018: „Gentle Man“ (Kurzfilm), Regie: Alex Dapunt
- 2020: „Das Quartett: Das Mörderhaus“ (Fernsehreihe), Regie: Vivian Naefe

## Theater (Auswahl)
- 2009: „Die neuen Leiden des jungen W.“ (als Edgar Wibeau), Regie: Frieder Venus, neues theater Halle
- 2010: „Macbeth“ (als Malcolm), Regie: Herbert Fritsch, Neues Theater Halle
- 2010: „Sein oder Nichtsein“ (als Josef Tura), Regie: Christoph Werner, Neues Theater Halle
- 2012: „Der Hofmeister“ (als Läuffer, Hofmeister), Regie: Jörg Steinberg, Neues Theater Halle
- 2013: „Der Garten“ (als Martin), Regie: Michael Schweighöfer, Neues Theater Halle
- 2014: „Wilhelm Tell“ (als Gessler), Regie: Jo Fabian, Theater an der Ruhr Mülheim
- 2015: „Das kalte Herz“ (als Kohlenmunkpeter), Regie: Jo Fabian, Theater an der Ruhr/FFT Düsseldorf
- 2015: „Ein Sommernachtstraum“ (als Hippolyta/Titania), Regie: Alexander Marusch, Theater Konstanz
- 2016: „Der Geizige“ (als Cléante), Regie: Heike Frank, Vorarlberger Landestheater Bregenz
- 2016: „Endstation Sehnsucht“ (als Steve), Regie: Maria Viktoria Linke, Theater Augsburg
- 2017: „Die Physiker“ (als Einstein), Regie: Jo Fabian, Theater an der Ruhr Mülheim
- 2018: „Maria Stuart“ (als Mortimer), Regie: Mona Kraushaar, Ernst-Deutsch-Theater Hamburg